# صموئيل برولين
صموئيل برولين (بالسويدية: Samuel Brolin)‏ هو لاعب كرة قدم سويدي في مركز حراسة المرمى، ولد في 29 سبتمبر 2000. شارك مع منتخب السويد تحت 17 سنة لكرة القدم.

## وصلات خارجية
- صموئيل برولين على موقع اتحاد السويد (السويدية)
- صموئيل برولين على موقع قاعدة بيانات كرة القدم.إي يو (الإنجليزية)
- صموئيل برولين على موقع Soccerway.com (الإنجليزية)